# دييندينوبيريلين
دييندينوبيريلين (DIP) هو هيدروكربون عطري متعدد الحلقات له الصيغة الكيميائية C32H16؛ ويكون على شكل صلب برتقالي اللون.
يصنف المركب بنيوياً على أنه مشتق من البيريلين، حيث تندمج وحدتان من الإندان على جانبي وحدة البيريلين.

## الخواص
يوجد المركب في الحالة العادية على شكل صلب برتقالي اللون، وهو ينحل بشكل ضعيف في المذيبات العضوية مثل الأسيتون. وصفت طرق الاصطناع العضوي للمركب في السابق.
لجزيء الدييندينوبيريلين بنية مستوية تبلغ أبعادها حوالي ~18.4×7 Å؛ وتبلغ درجة حرارة التسامي ما يفوق 330 °س.

## الاستخدامات
يعد الدييندينوبيريلين أشباه الموصلات العضوية، وحاز على قدر من الاهتمام بسبب احتمالية تطبيقه في مجال الكهرضوئيات، مثل الصمامات الثنائية العضوية الباعثة للضوء (OLEDs) وتقنية تحديد الهوية بموجات الراديو (RFID).
إن مركب DIP هو صباغ أحمر، ويستخدم كمادة فعالة في التسجيل البصري وفي الإلكترونيات.

## اقرأ أيضاً
- بيريلين